# パイク郡 (インディアナ州)
パイク郡（英: Pike County）は、アメリカ合衆国インディアナ州の南西部に位置する郡である。2010年国勢調査での人口は12,845人であり、2000年の12,837人から0.1％増加した。郡庁所在地はピーターズバーグ市（人口2,383人）であり、同郡で人口最大の都市でもある。郡内には2010年時点でアメリカ合衆国の人口重心があった。2006年4月2日に一旦中部標準時に移行したが、2007年11月4日には東部標準時に戻した。
パイク郡はジャスパー小都市圏に属している。

## 歴史
パイク郡は1816年12月21日に設立されたが、このタイミングはインディアナが州に昇格した直後であり、州としては初の郡となった。領域はギブソン郡とペリー郡の一部を合わせており、郡名は1806年から1807年に行われたパイク遠征隊で名高いゼブロン・パイクに因んで名付けられた。パイクはルイジアナ買収地の南西部を探検した。1811年のティッペカヌーの戦いでパイクは第4歩兵連隊を指揮した。米英戦争の間の1813年、その舞台がカナダのヨーク（現在のトロント市）を占領した後、准将として戦死した。
1959年から1963年まで、インディアナ州選出のアメリカ合衆国上院議員はバンス・ハルトケとホーマー・E・ケイプハートだったが、二人共パイク郡の出身だった。

## 地理
アメリカ合衆国国勢調査局に拠れば、郡域全面積は341.09平方マイル (883.4 km2)であり、このうち陸地334.24平方マイル (865.7 km2)、水域は6.86平方マイル (17.8 km2)で水域率は2.01％である。

### 主要高規格道路
| - インディアナ州道56号線 - インディアナ州道57号線 - インディアナ州道61号線 | - インディアナ州道65号線 - インディアナ州道257号線 - インディアナ州道356号線 |

### 隣接する郡
- デイビーズ郡 - 北東
- デュボイス郡 - 東
- ウォリック郡 - 南
- ギブソン郡 - 西
- ノックス郡 - 北西

### 国立保護地域
- パトカ川国立野生生物保護管理地域（東半分）

## 気候と気象
近年、郡庁所在地であるピーターズバーグ市の平均気温は1月の21°F (-6 ℃) から7月の87°F (31 ℃) まで変化している。過去最低気温は1989年12月に記録された-18°F (-28 ℃) であり、過去最高気温は2002年9月に記録された101°F (38 ℃) である。月間降水量は2月の2.73インチ (69 mm) から5月の5.14インチ (131 mm) まで変化している。

## 郡政府
郡政府は憲法による政体であり、インディアナ州憲法とインディアナ州法典によって特別の権力を認められている。

### 郡政委員会
郡政委員会は郡政府の立法府であり、郡の歳出や歳入を管理している。委員は郡内の選挙区から選出され、任期は4年間である。給与、年間予算、特別支出を設定する責任がある。郡レベルで所得税や資産税、消費税、サービス税を課する限定付き権限があるが、所得税と資産税は州の承認を要する。

### 行政委員会
行政委員会は郡政府の行政府である。委員は郡全体を選挙区に選出され、任期は4年間で2年毎に半数が改選される。委員の一人、通常は最も経験のある者が議長になる。行政委員会は郡政委員会が決めた法を実行し、税金を集め、郡政府の日々の機能を管理する責任がある。

### 郡裁判所
郡は巡回裁判所（第83巡回裁判所）を維持しており、また家族法訴訟などを扱う小事件取り扱い部門を持っている。巡回裁判所判事は6年間任期で選出され、インディアナ州法廷弁護士協会の優良会員でなければならない。判事を補助するのがレフェリーと呼ばれる小事件取り扱い者であり、巡回裁判所判事に指名される。

### 郡政府役人
上記以外に、保安官、検視官、監査官、財務官、登記官、測量師および巡回裁判所事務官が選挙で選ばれている。任期は4年間であり、郡政府の異なる部門を監督している。郡政府に選ばれる役人は支持政党を公にすることが求めら、また郡の住人でなければならない。

## 人口動態
以下は2000年の国勢調査による人口統計データである。
| 基礎データ - 人口: 12,837人 - 世帯数: 5,119 世帯 - 家族数: 3,680 家族 - 人口密度: 15人/km2（38人/mi2） - 住居数: 5,611軒 - 住居密度: 6軒/km2（17軒/mi2） 人種別人口構成 - 白人: 99.10% - アフリカン・アメリカン: 0.10% - ネイティブ・アメリカン: 0.12% - アジア人: 0.14% - 太平洋諸島系: 0.04% - その他の人種: 0.10% - 混血: 0.39% - ヒスパニック・ラテン系: 0.58% 先祖による構成 - アメリカ人：35.0％ - ドイツ系：24.6％ - イギリス系：11.4％ - アイルランド系：9.5％ | 年齢別人口構成 - 18歳未満: 23.9% - 18-24歳: 7.7% - 25-44歳: 28.2% - 45-64歳: 24.9% - 65歳以上: 15.3% - 年齢の中央値: 39歳 - 性比（女性100人あたり男性の人口） - 総人口: 99.9 - 18歳以上: 96.8 世帯と家族（対世帯数） - 18歳未満の子供がいる: 30.6% - 結婚・同居している夫婦: 59.8% - 未婚・離婚・死別女性が世帯主: 8.4% - 非家族世帯: 28.1% - 単身世帯: 24.9% - 65歳以上の老人1人暮らし: 11.8% - 平均構成人数 - 世帯: 2.47人 - 家族: 2.94人 収入と家計 - 収入の中央値 - 世帯: 34,759米ドル - 家族: 41,420米ドル - 性別 - 男性: 31,967米ドル - 女性: 20,970米ドル - 人口1人あたり収入: 16,217米ドル - 貧困線以下 - 対人口: 8.0 - 対家族数: 5.1% - 18歳未満: 9.0% - 65歳以上: 9.7% |

## 郡区
パイク郡は下記9つの郡区に分割されている。
| - クレイ - ジェファーソン - ロックハート | - ローガン - マディソン - マリオン ｜ - モンロー - パトカ - ワシントン |

## 都市と町
- ピーターズバーグ - 郡庁所在地
- スパージョン
- ウィンスロー

### 未編入の町
- オトウェル
- ステンダル
- ブルペン